# Greenenema orientale
Greenenema orientale är en rundmaskart. Greenenema orientale ingår i släktet Greenenema och familjen Axonolaimidae. Inga underarter finns listade i Catalogue of Life.